# جون بريغز ويست
جون بريغز ويست (بالإنجليزية: John Briggs West)‏ هو ناشر أمريكي، ولد في 6 أغسطس 1852 في Roxbury, Boston ‏ في الولايات المتحدة، وتوفي في 14 مارس 1922.